# Oitme
Oitme est un village de l'Ouest estonien se situant dans la commune de Leisi dans le comté de Saare.